# Vicky López
Victoria López Serrano Felix (Madrid, 26 juli 2006) is een Spaans voetbalster van Nigeriaanse afkomst die bij voorkeur als middenvelder speelt. Zij tekende in 2022 voor FC Barcelona. In 2024 debuteerde zij voor Spanje.

## Clubcarrière
López werd geboren in Madrid en begon haar carrière bij Madrid CFF. Zij tekende op 26 juli 2022 een vijfjarig contract bij FC Barcelona. Op 17 september 2022 werd zij met haar 16 jaar en 49 dagen de jongste debutante ooit voor Barça. Op 21 december 2022 werd zij met haar 16 jaar en 148 dagen de jongste debutante ooit in de UEFA Champions League, waarmee zij het record verbrak van Ansu Fati.

## Interlandcarrière
López debuteerde in februari 2024 voor Spanje tegen Nederland in de halve finale van de UEFA Nations League. Spanje won de finale. Op 29 november 2024 scoorde zij tegen Zuid-Korea haar eerste twee interlandtreffers.